# Marmosa
Marmosa é um gênero de marsupial da família dos didelfiídeos (Didelphidae). Inclui Micoureus que era considerado um gênero distinto, mas estudos moleculares demonstraram que o grupo estava inserido no gênero Marmosa.

## Espécies
19 espécies são reconhecidas:
- Marmosa alstoni (J. A. Allen, 1900)
- Marmosa andersoni Pine, 1972
- Marmosa constantiae (Thomas, 1904)
- Marmosa demerarae (Thomas, 1905)
- Marmosa isthmica Goldman, 1912
- Marmosa lepida (Thomas, 1888)
- Marmosa macrotarsus (Wagner, 1842)
- Marmosa mexicana Merriam, 1897
- Marmosa murina (Linnaeus, 1758)
- Marmosa paraguayana (Tate, 1931)
- Marmosa phaea (Thomas, 1899)
- Marmosa regina (Thomas, 1898)
- Marmosa robinsoni Bangs, 1898
- Marmosa rubra Tate, 1931
- Marmosa simonsi Thomas, 1899
- Marmosa tyleriana Tate, 1931
- Marmosa waterhousii (Tomes, 1860)
- Marmosa xerophila Handley & Gordon, 1979
- Marmosa zeledoni Goldman, 1917